# 卢卡·马尔凯贾尼
卢卡·马尔凯贾尼（義大利語：Luca Marchegiani，1966年2月22日—），意大利男子足球运动员，场上位置是守门员。他曾代表意大利国家队参加1994年国际足联世界杯，结果获得亚军。